# Années 1900 av. J.-C.
Les années 1900 av. J.-C. couvrent les années de 1909 av. J.-C. à 1900 av. J.-C.

## Évènements
- 1906 av. J.-C.[1] : 
  - mort de Gungunum, cinquième roi de la dynastie amorrite régnant sur la cité de Larsa[2].
  - début du règne d’Erishum Ier, roi d’Assyrie (fin en 1867 av. J.-C.)[2] (ou 1941-1902 av. J.-C.)[3].
- 1905 av. J.-C.[1] : début du règne de Abi-sarê à Larsa (fin en 1895 av. J.-C.)[2].